# یاسر المسیلیم

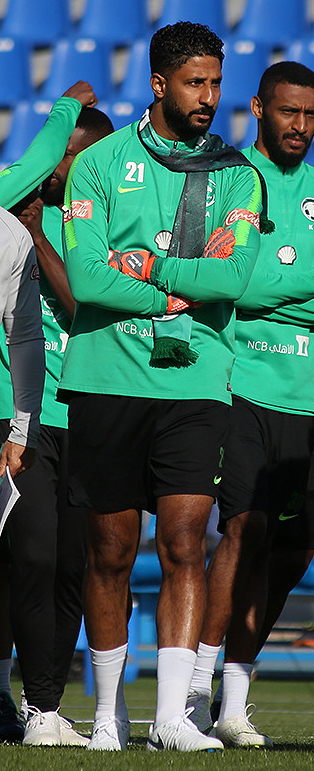
یاسر المسیلیم

یاسر المسیلیم (عربی: ياسر المسيليم؛ زادهٔ ۲۷ فوریهٔ ۱۹۸۴) یک بازیکن فوتبال اهل عربستان سعودی است.
از باشگاه‌هایی که در آن بازی کرده‌است می‌توان به باشگاه فوتبال الاهلی عربستان سعودی و باشگاه فوتبال هجر عربستان سعودی اشاره کرد.
وی همچنین در تیم‌های ملی فوتبال عربستان سعودی بازی کرده‌است.